# Crescente (Espanha)

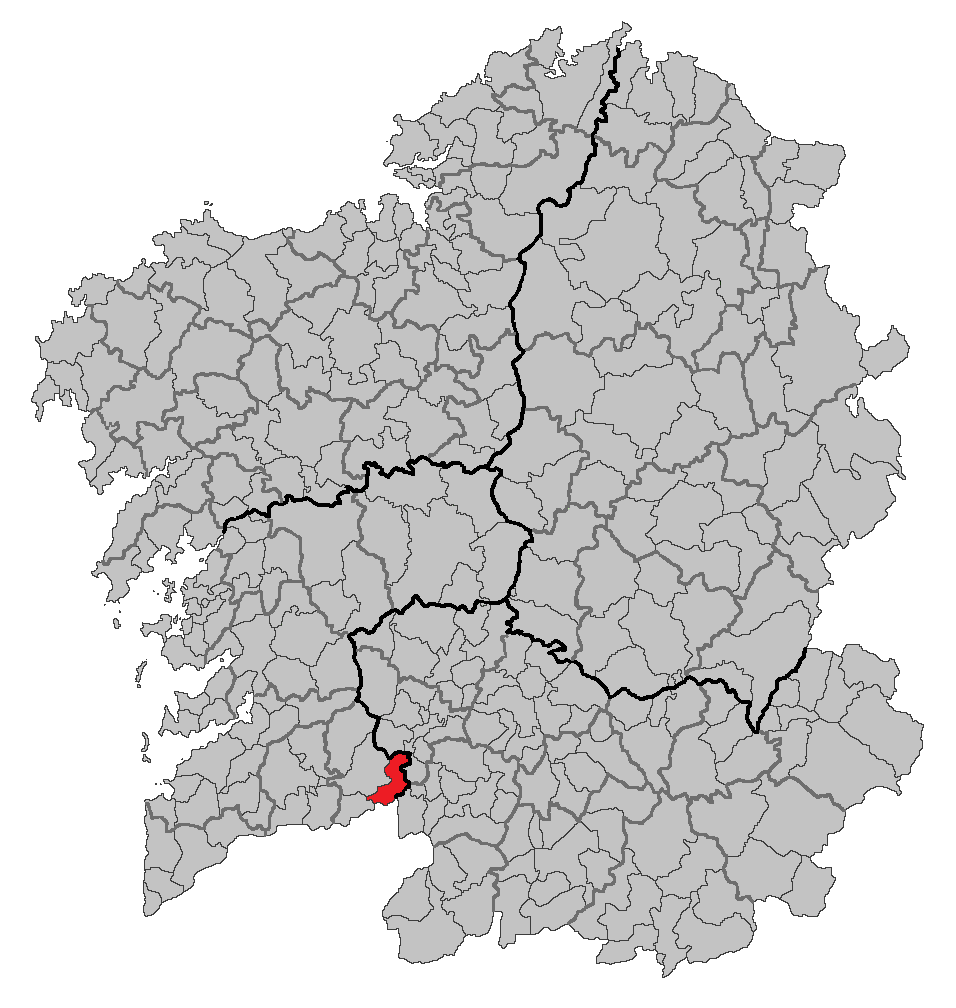
Localização de Crecente

Crescente (Crecente em galego, Creciente em espanhol) é um município raiano da Espanha na província de Pontevedra, comunidade autónoma da Galiza, de área  km² com população de 2756 habitantes (2004) e densidade populacional de 47,82 hab/km².

## Demografia
| Variação demográfica do município entre 1991 e 2004 | Variação demográfica do município entre 1991 e 2004 | Variação demográfica do município entre 1991 e 2004 | Variação demográfica do município entre 1991 e 2004 |
| --------------------------------------------------- | --------------------------------------------------- | --------------------------------------------------- | --------------------------------------------------- |
| 1991                                                | 1996                                                | 2001                                                | 2004                                                |
| 4083                                                | 3060                                                | 2677                                                | 2756                                                |